# Arte plastice
Artele plastice sunt practicile sau activitățile care realizează o reprezentare artistică, estetică sau poetică, prin forme sau volume. Termenul este considerat de unii ca fiind o formă mai restrânsă și învechită pentru arte vizuale, desemnând la origine, în tradiția iluministă, artele așa-zis majore precum pictura, sculptura, desenul și gravura. În limba franceză termenul își are originea în latinescul ars și grecescul plastikos și definea la origine artele exprimate tridimensional, precum sculptura sau arhitectura, înglobând ulterior pictura, desenul și gravura. 

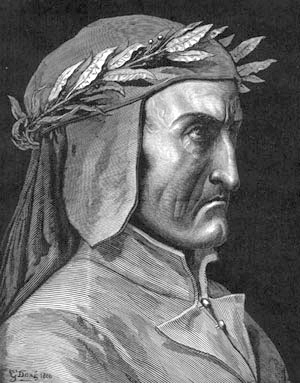
Dante Alighieri,
gravură de Gustave Doré

Prin raport cu artele decorative sau artele aplicate, care erau considerate minore în special în perioada neoclasică și academistă (sfârșitul secolului al XVII-lea până în cea de-a doua jumătate a secolului 20), artele plastice erau considerate majore, fiind cele mai vizibile în programul oficial al perioadei napoleoniene și nu numai (portrete oficiale, teme istorice). 
În spațiul lingvistic anglo-saxon termenul plastic arts definește doar acele arte cu manifestare tridimensională.
În limba română termenul devine tot mai puțin utilizat vis-a-vis de arta modernă și contemporană nu numai datorită folosirii tot mai frecvente a termenului anglo-saxon de arte vizuale, dar și datorită existenței a tot mai multor noi tehnici precum arta video sau arta conceptuală dificil de etichetat ca "plastice". De asemenea, conotațiile de superioritate privind artele decorative pe care termenul le moștenește din secolul trecut sunt astăzi desuete.

## Etimologie
Termenul de „arte plastice” se înrudește cu un altul, mai rar folosit astăzi, de „arte frumoase" sau de „belle arte,” echivalent cu "beaux-arts" (în franceză) și "belle-arti" (în italiană). Echivalentul artelor plastice în limba germană este "Bildende Kunst." Limba germană nu a importat un echivalent al termenului englez mai recent de "visual arts."
Spre exemplificare, de folosire interschimbabilă a acestor termeni similari, în perioada 1931 - 1942, Universitatea de Arte București s-a numit Institutul de Belle Arte, iar între 1950 și 1990, a fost re-numit Institutul de arte plastice. În sfârșit, în perioada 1864 - 1931, universitățile de artă se numeau „școli (superioare) de arte frumoase.”

## Istoria artelor vizuale (plastice)
- Istoria arhitecturii
- Istoria cinematografiei
- Istoria desenului
- Istoria designului
- Istoria fotografiei
- Istoria gravurii
- Istoria modei
- Istoria picturii
- Istoria sculpturii